# 島本憲仁
島本 憲仁（しまもと のりひと、1967年5月17日 - ）は、日本の実業家、味の素AGF株式会社代表取締役社長。

## 人物・経歴
1967年5月17日生まれ。千葉県出身。1991年3月、立教大学社会学部卒業。
1991年4月、味の素ゼネラルフーヅ株式会社（現・味の素AGF株式会社）入社。
2009年7月、同社ホームLC事業部長、2011年7月、同社リキッドコーヒー事業部長、2014年7月、同社家庭用事業部 家庭用第一部長を歴任。
2017年7月、味の素株式会社経営企画部へ出向。
2019年6月、味の素AGF株式会社執行役員経営企画部長に就任。2023年11月、同社執行役員経営企画部長兼ファンマーケティング推進部長、2024年4月、同社常務執行役員。
2024年6月、同社代表取締役社長に就任。同社として初めてプロパーの社長となった。